# 纏 (佛教)
纏，又譯為纏縛、纏煩惱，佛教術語，與結、漏、縛有類似意義，為煩惱之一。佛教中有八纏與十纏的說法。

## 概論
纏，有繫縛的意思，佛教用來比喻讓眾生被拘限在惡趣的煩惱，釋迦牟尼認為，經由修行戒定慧三學，可解脫纏。在說一切有部中，《品類足論》立八纏，《大毘婆沙論》則立十纏。
經量部認為，潛藏的煩惱為隨眠，現行的煩惱為纏。
南傳上座部認為，深層的潛藏煩惱為隨眠，當隨眠受到外界刺激，而升起至意門時，稱為纏。由纏煩惱，而做出實際行為，稱為違犯。

## 分類

### 八纏
惛沈，掉舉，睡眠，惡作，嫉，慳，無慚，無愧八者，合稱八纏。

### 十纏
一無慚、二無愧、三嫉妒、四慳吝、五悔恨、六睡眠、七掉舉、八昏沉、九瞋忿、十掩過（覆）。